# Natalie Morales (atriz)
Natalie Morales (nascida em 15 de fevereiro de 1985) é uma atriz americana. Ela estrelou na série The Middleman, da ABC Family, e teve um papel principal na primeira temporada da série White Collar, da USA Network. Em 2010, ela apareceu nos filmes Wall Street: Money Never Sleeps e Going the Distance. Morales também teve um papel de protagonista na série de comédia The Grinder, da Fox, e um papel recorrente na sitcom Parks and Recreation, da NBC.

## Primeiros anos de vida
Nascida em Kendall, na Flórida, Morales é descendente de cubanos. Ela frequentou a escola católica St. Agatha Catholic School e depois a Southwest Miami Senior High School. Ela participou da Oficina de Jornalismo da Escola Secundária Minoritária Dow Jones da Universidade de Miami.

## Carreira
Morales fez uma participação especial em CSI: Miami em 2006, e interpretou um personagem em Pimp My Ride naquele ano, uma versão de videogame da série homônima da MTV.  Seu primeiro papel importante foi em The Middleman, um drama de ficção científica que foi ao ar na ABC Family por uma temporada.  Ela estrelou como Wendy Watson; a série foi adaptada da revista em quadrinhos The Middleman. Morales também estrelou e foi produtora executiva de uma série online, intitulada Quitters. A série foi uma seleção oficial do Terceiro Festival Anual de Televisão Independente (ITVFest) em Los Angeles, em agosto de 2008.
Em 2009, Morales se juntou ao elenco da série de televisão White Collar, da USA Network, para a primeira temporada. Ela interpretou Lauren Cruz, uma agente júnior do FBI.  Em maio de 2010, após sua demissão do elenco de White Collar, Morales começou a aparecer na sitcom Parks and Recreation, da NBC, aparecendo como Lucy, namorada do personagem Tom Haverford, interpretado por Aziz Ansari, e barman no The Snakehole Lounge.
Em 2010, Morales apareceu no filme Wall Street: Money Never Sleeps, de Oliver Stone, uma continuação do seu filme de 1987 Wall Street.  Ela foi escalada como a melhor amiga de Chelsea Handler em Are You There, Chelsea?  No entanto, ela deixou a série quando o elenco foi substituído por motivos criativos. Morales também apareceu no drama da HBO de Aaron Sorkin, The Newsroom, estrelado por Kaylee, a namorada do personagem de Dev Patel, Neal. Em 2013, Morales se juntou ao elenco de Trophy Wife como Meg, a melhor amiga de Kate. Em 2015, ela se juntou ao elenco da série The Grinder, da Fox. Em 2017, ela apareceu em alguns episódios da série da NBC Powerless.  Morales também apareceu como a detetive Anne Garcia na série da Netflix Santa Clarita Diet. A NBC encomendou Abby's , uma sitcom multi-câmera criada por Michael Schur e estrelada por Morales, para a temporada de 2019.

## Vida pessoal
Em 30 de junho de 2017, Morales revelou à mídia social que ela se identificava como queer.

## Filmografia
| Ano  | Título                              | Papel                             | Notas          |
| ---- | ----------------------------------- | --------------------------------- | -------------- |
| 2010 | The Time Machine                    | Natalie                           | Curta metragem |
| 2010 | Wall Street: o dinheiro nunca dorme | Churchill Schwartz Trader (Laura) |                |
| 2010 | Amor à Distância                    | Brandy                            |                |
| 2011 | 6 Month Rule                        | Sophie                            |                |
| 2011 | Curtindo a Casa Alheia              | Red Dot Girl                      |                |
| 2017 | A Guerra dos Sexos                  | Rosie Casals                      |                |
| 2019 | Stuber                              |                                   | Filmando       |

| Ano       | Título               | Papel                      | Notas                                             |
| --------- | -------------------- | -------------------------- | ------------------------------------------------- |
| 2006      | CSI: Miami           | Anya Boa Vista             | Episódio: " Darkroom "                            |
| 2006      | Pimp My Ride         | Aiyan                      | Videogame                                         |
| 2008      | Quitters             | Natalie                    | Websérie                                          |
| 2008      | The Middleman        | Wendy Watson               | Papel principal, 12 episódios                     |
| 2009      | Boldly Going Nowhere | Rubi                       | Filme de TV                                       |
| 2009      | Rockville CA         | Isabel                     | Websérie, episódio: "Shoegazed"                   |
| 2009–2010 | White Collar         | Lauren Cruz                | Papel principal, 9 episódios                      |
| 2010      | The Subpranos        | Beatrice Ramirez           | Websérie, episódio: "Gypsies, Tramps and Thieves" |
| 2010–2015 | Parks and Recreation | Lucy                       | Papel recorrente, 12 episódios                    |
| 2011      | The Cape             | Kia                        | Episódio: "The Lich (Parte 1)"                    |
| 2012      | The Newsroom         | Kaylee                     | 2 episódios                                       |
| 2012–2013 | 90210                | Ashley Howard              | 5 episódios                                       |
| 2013–2014 | Trophy Wife          | Meg Gomez                  | Papel principal, 14 episódios                     |
| 2014–2015 | Girls                | Clementina                 | 3 episódios                                       |
| 2015–2016 | The Grinder          | Claire Lacoste             | Papel principal, 21 episódios                     |
| 2017      | Grace e Frankie      | Melissa                    | Episódio: "The Musical"                           |
| 2017      | Porwerless           | Green Fury                 | 2 episódios                                       |
| 2017      | Crashing             | Stephanie                  | Episódio: "The Baptism"                           |
| 2017      | Imaginary Mary       | Rebecca                    | Episódio: "In a World Where Worlds Collide"       |
| 2017      | Making History       | Mona                       | Episódio: "The Duel"                              |
| 2017-2018 | Santa Clarita Diet   | Anne Garcia                | 8 episódios                                       |
| 2017-2018 | Bojack Horseman      | Yolanda Buenaventura (voz) | 4 episódios                                       |
| 2018      | Room 104             | Jess                       | Episódio: "A Nightmare"                           |
| 2019      | Abby's               | Abby                       | Papel principal                                   |